# تيسين
تسين (باي روستوك) (بالألمانية: Tessin, Germany) هي بلدة ألمانية تقع في ألمانيا في مكلنبورغ فوربومرن. يقدر عدد سكانها بـ 4,040 نسمة .